# Isophya karabaghi
Isophya karabaghi är en insektsart som beskrevs av Boris Petrovich Uvarov 1940. Isophya karabaghi ingår i släktet Isophya och familjen vårtbitare. Inga underarter finns listade i Catalogue of Life.